# Rosas (flamenco)
Se conoce con el nombre de rosas a un palo flamenco propio de la ciudad española de Sanlúcar de Barrameda, de la provincia de Cádiz (Andalucía). 
La copla o estrofa de las rosas se compone de cuatro versos octosílabos con rima asonante en los pares: lo que es lo mismo, se trata de una cuarteta romanceada. 
Las rosas pertenecen a la familia de las cantiñas, por lo que comparten con ellas la métrica, la tonalidad y el carácter de sus melodías. Es un palo que apenas se cultiva hoy en día.